# Sofia de Nassau
Sofia de Nassau (alemany: Sophia von Nassau)  (Castell de Biebrich, 9 de juliol de 1836 - Estocolm, 30 de desembre de 1913) Sofia de Nassau-Weillburg, reina de Suècia. Princesa de Nassau-Weillburg amb el tractament d'altesa reial que esdevingué reina de Suècia a conseqüència del seu matrimoni amb el rei Òscar II de Suècia.

## Biografia
Nascuda a Biebrich el dia 9 de juliol de 1836 essent filla del duc Jordi Guillem de Nassau i de la princesa Paulina de Württemberg. Descendent dels ducs de Nassau que després regnarien al gran ducat de Luxemburg i dels reis de Württemberg.
El seu pare va morir quan ella tenia tres anys i el va succeir el seu germanastre Adolphe, Gran Duc de Luxemburg. Sophia va rebre el que es considerava una educació adequada per a les princeses en aquell moment per tutors privats. Va ser entrenada en esgrima, un esport normalment reservat als homes, per enfortir l'esquena i corregir la seva postura. Sophia es va socialitzar amb acadèmics i artistes, i la cort de Nassau es considerava més democràtica del que era habitual a la majoria de corts alemanyes. Va aprendre l'anglès des del primer moment i va sentir simpatia pel sistema parlamentari britànic. L'idioma que es parlava a casa de la seva infància no era l'alemany sinó l'anglès. Sophia va rebre el que s'ha anomenat una educació més semblant a l'estil de vida victorià de classe mitjana. que preferia més que una reial. Els seus germans solien referir-se a ella com a Unsere demokratische Schwester (la nostra germana democràtica). també era realment religiós.
El 6 de juny de 1857 es casà amb el príncep Òscar de Suècia, fill del rei Òscar I de Suècia i de la duquessa Josefina de Leuchtenberg. La parella tingué quatre fills:
- SM el rei Gustau V de Suècia nat a Estocolm el 1858 i mort el 1950 a la mateixa ciutat. Es casà amb la princesa Victòria de Baden.

- SAR el príncep Òscar de Suècia, creat duc de Gotland, nat a Estocolm el 1859 i mort el 1853 es casà morganàticament amb la senyora Ebba Munck. El seu fill petit fou el famós diplomàtic de Nacions Unides el comte Folke Bernadotte.

- SAR el príncep Carles de Suècia, nat a Estocolm el 1861 i mort el 1951. Es casà amb la princesa Ingeborg de Dinamarca.

- SAR el príncep Eugeni de Suècia, creat duc de Närke. Nasqué el 1865 a Estocolm i morí el 1947. Romangué solter.

Descendents seus són els presents reis Carles XVI Gustau de Suècia, Harald V de Noruega, Margarida II de Dinamarca, Albert II de Bèlgica, Anna Maria de Grècia i el gran duc Enric I de Luxemburg